# Powers Boothe
Powers Boothe (Snyder, Texas, 1 de junho de 1948 – Los Angeles, Califórnia, 14 de maio de 2017) foi um ator norte-americano.

## Biografia
Foi um dos atores pioneiros na versatilidade, atuando regularmente em teatro, cinema e televisão. [carece de fontes?]
Fez sucesso em vários filmes dos anos 80, e venceu um Emmy em 1980, pela sua participação no telefilme Guyana Tragedy: The Story of Jim Jones.
Participou também da série televisiva Deadwood, grande sucesso nos Estados Unidos. Fez parte da sexta temporada da série 24 Horas, no papel do vice-presidente dos Estados Unidos, Noah Daniels.
Morreu em 14 de maio de 2017, aos 68 anos, durante o sono, de causas naturais.

## Filmografia
- A Garota do Adeus (1977)  — membro da corte em Ricardo III
- The Cold Eye (My Darling, Be Careful) (1980)
- Cruising (1980) — Hanky salesman
- The Plutonium Incident (1980 TV) — Dick Hawkins
- Guyana Tragedy: The Story of Jim Jones (1980 TV) — Jim Jones
- A Cry for Love (1980 TV) — Tony Bonnell
- Southern Comfort (1981) — Charles Hardin
- A Breed Apart (1984) — Mike Walker
- Red Dawn (1984) — Tenente-Coronel Andrew Tanner
- A Floresta de Esmeraldas (1985) — Bill Markham
- Philip Marlowe, Private Eye (1986 TV) — Philip Marlowe
- Extreme Prejudice (1987) — Cash Bailey
- Into the Homeland (1987 TV) — Jackson Swallow
- Sapphire Man (1988)
- Stalingrad (1989)
- Family of Spies (1990 TV) — John A. Walker Jr
- By Dawn's Early Light (1990) — Major Cassidy
- Rapid Fire (1992) — Mace Ryan
- Wild Card (1992 TV) — Preacher
- Angely Smerti (1993)
- Marked for Murder (1993 TV) — Mace 'Sandman' Moutron
- Tombstone (1993) — "Curly Bill" Brocious
- Web of Deception (1994 TV) — Dr. Philip Benesch
- Blue Sky (1994) — Vince Johnson
- Mutant Species (1995) — Frost
- Sudden Death (1995) — Joshua Foss
- Nixon (1995) — Alexander Haig
- True Women (1997 TV) — Bartlett McClure
- U Turn (1997) — Sheriff Virgil Potter
- The Spree (1998) — Det. Bram Hatcher
- Joan of Arc (1999) — Jacques D'Arc
- A Crime of Passion (1999 TV) — Dr. Ben Pierce
- Homens de Honra (2000) — Capitão Pullman
- Átila (2001) — Flavius Aetius
- Frailty (2001) — Agente Wesley Doyle
- Justice League (2001-2004) — Gorilla Grodd (voz)
- Second Nature (2003 TV) — Kelton Reed
- Sin City (2005) — Senador Roark
- Superman: Brainiac Ataca (2006)  —  Lex Luthor (voz)
- The Final Season (2007) — Jim Van Scoyoc
- 24 horas (2007) vice-presidente Noah Daniels
- 24 Horas: A Redenção (2008 TV) — presidente Noah Daniels
- MacGruber (2010) - Coronel Faith
- Os Vingadores (2012) - Gideon Malick
- Nashville (2012) - Lamar Wyatt
- Straight A's (2013) - Pai
- Sin City: A Dame to Kill For (2013) - Senador Roark